# Moonfog Productions
Moonfog Productions foi uma gravadora baseada em Oslo, Noruega, fundada por Satyr, da banda de black metal Satyricon, em 1992, tendo se tornado um subselo da gravadora Tatra em 1994. Concentrava-se majoritariamente em bandas de black metal, mas também abraçava projetos paralelos de outros estilos criados por seus artistas contratados. Lançou álbuns, além do próprio Satyricon, de bandas como Darkthrone, Gehenna, Thorns, Dødheimsgard, Khold, Disiplin e outras.